# Guerriglia italiana in Africa Orientale

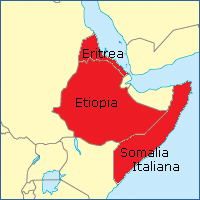
Le colonie italiane nel Corno d'Africa

La guerriglia in Africa Orientale fu attuata contro le truppe britanniche da circa 7000 militari italiani ed àscari che rifiutarono la resa dopo la caduta di Gondar nel novembre 1941. Durò fino all'inizio dell'autunno del 1943.

## Storia
La guerra nell'Africa Orientale Italiana si concluse ufficialmente il 27 novembre 1941 con la caduta di Gondar e l'inizio dell'occupazione britannica.
Non tutti gli italiani (sia militari sia civili) si rassegnarono però alla sconfitta. Molti, infatti, diedero vita ad un movimento di resistenza anti-britannico che per mesi condusse azioni di guerriglia contro i britannici, cercando di preparare la strada ad una riconquista di quei territori, sperando in una vittoria italo-tedesca in Egitto.
Nacquero così due organizzazioni clandestine: il Fronte di Resistenza ed i Figli d'Italia.
Al Fronte di Resistenza parteciparono soprattutto militari che avevano nel colonnello Lucchetti il principale animatore. Essi si proponevano il sabotaggio e la raccolta di informazioni sulle forze britanniche, che comunicavano in ogni modo agli alti comandi in Italia.
I Figli d'Italia raccolsero, invece, le Camicie Nere della Milizia Volontaria per la Sicurezza Nazionale che, oltre ad attuare azioni di guerriglia contro le truppe britanniche, si proponevano di perseguire anche collaborazionisti italiani o indigeni.
Nonostante le difficoltà logistiche poste dall'asprezza del territorio, queste unità riuscirono a portare i loro attacchi su un'area molto estesa, che andava dal Sudan al Kenya e dal Mar Rosso alla regione dei laghi.
La situazione preoccupò non poco gli inglesi, soprattutto con l'entrata in guerra del Giappone (7 dicembre 1941), seguita dall'avvistamento sempre più frequente di sommergibili del Sol Levante nelle acque antistanti al Corno d'Africa, da dove lanciavano i piccoli idrovolanti da ricognizione Yokosuka E14Y, che trasportavano in un piccolo hangar impermeabile installato di fronte alla torre.
Per gli inglesi la cosa si complicò ulteriormente all'inizio del 1942, quando la resistenza italiana riuscì a far sollevare le popolazioni indigene Azebo Galla residenti nella regione della Galla Sidama, a dimostrazione della loro capacità di persuasione e dell'ascendente di cui ancora godevano.

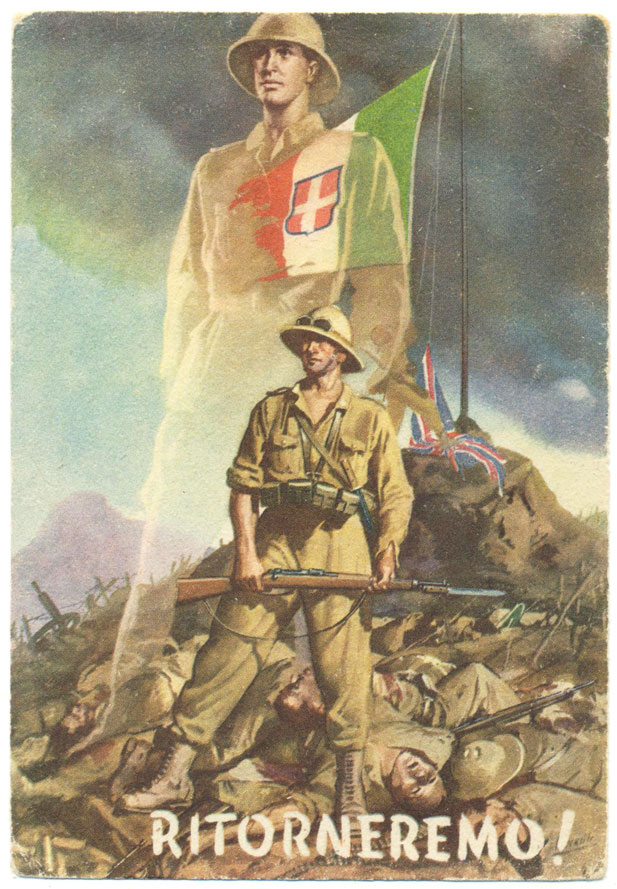
Francesco de Martini e Rosa Dainelli (assieme al famoso Amedeo Guillet) parteciparono attivamente alla guerriglia italiana in "Africa Orientale Italiana", iniziatasi dopo la resa a Gondar delle ultime truppe regolari italiane nel novembre 1941

Gli inglesi si videro così costretti a richiamare truppe da Kenya e Sudan per intensificare la sorveglianza delle coste e proteggere le vie di comunicazioni. Arrestarono e deportarono, inoltre, numerosi civili italiani che abitavano nelle città costiere, per timore che potessero fornire informazioni di interesse militare ai giapponesi.
Fra i protagonisti della resistenza si ricordano:
- il capitano della cavalleria Amedeo Guillet (famoso anche come "Comandante Diavolo"), che organizzò in Eritrea unità di cavalieri amhara, attuando azioni di guerriglia per otto mesi. In seguito, dopo lo scioglimento della banda, attuò azioni di sabotaggio e raccolta di informazioni nello Yemen. Al termine della guerra, per la sua abnegazione al dovere ed il suo coraggio, fu decorato con due Medaglie d'Argento al Valor Militare;
- il capitano di vascello Paolo Aloisi ed il seniore dell'MVSN Luigi Cristiani che, sempre in Eritrea, animarono una rete di fiancheggiatori per aiutare soldati evasi dai campi di prigionia britannici;
- il maggiore Gobbi, che agiva nella regione del Dessiè;
- il generale dell'MVSN Ludovico Muratori, che riuscì a far scoppiare la rivolta degli Azebo Galla, sedata dai britannici solo dopo un anno;
- il tenente colonnello dei carabinieri Calderari lungo il bacino del fiume Omo;
- il colonnello dei carabinieri Di Marco nell'Ogaden;
- il colonnello dei carabinieri Ruglio, operante nella Dancalia
- il capitano Edoardo Bellia nell'area di Addis Abeba.
- lo Sciumbasci capo Hamid Idris Awate in Eritrea.

La lotta proseguì fino alla fine dell'estate del 1943. Solo quando fu chiaro che era vana ogni speranza di un soccorso dall'esterno, vista la piega degli eventi presa sia nell'Oceano Pacifico sia soprattutto in Nord Africa, i resistenti italiani terminarono le loro azioni dopo aver distrutto le armi in loro possesso.
Tra gli ultimi a buttare la spugna furono:
- Francesco de Martini, capitano del SIM, che dopo essere evaso da un campo di prigionia, riuscì prima a far saltare con mezzi di fortuna un deposito di munizioni a Daga (Massaua) e poi organizzò una flottiglia di sambuchi arabi per individuare i movimenti delle navi britanniche, che poi segnalava via radio ai comandi italiani. Al termine della guerra fu decorato con una Medaglia d'Oro al Valor Militare
- la dottoressa Rosa Dainelli che, nell'agosto del 1942, dimostrando grande coraggio ed abilità, riuscì a penetrare in un sorvegliatissimo deposito di munizioni di Addis Abeba, facendolo saltare e sopravvivendo all'esplosione.

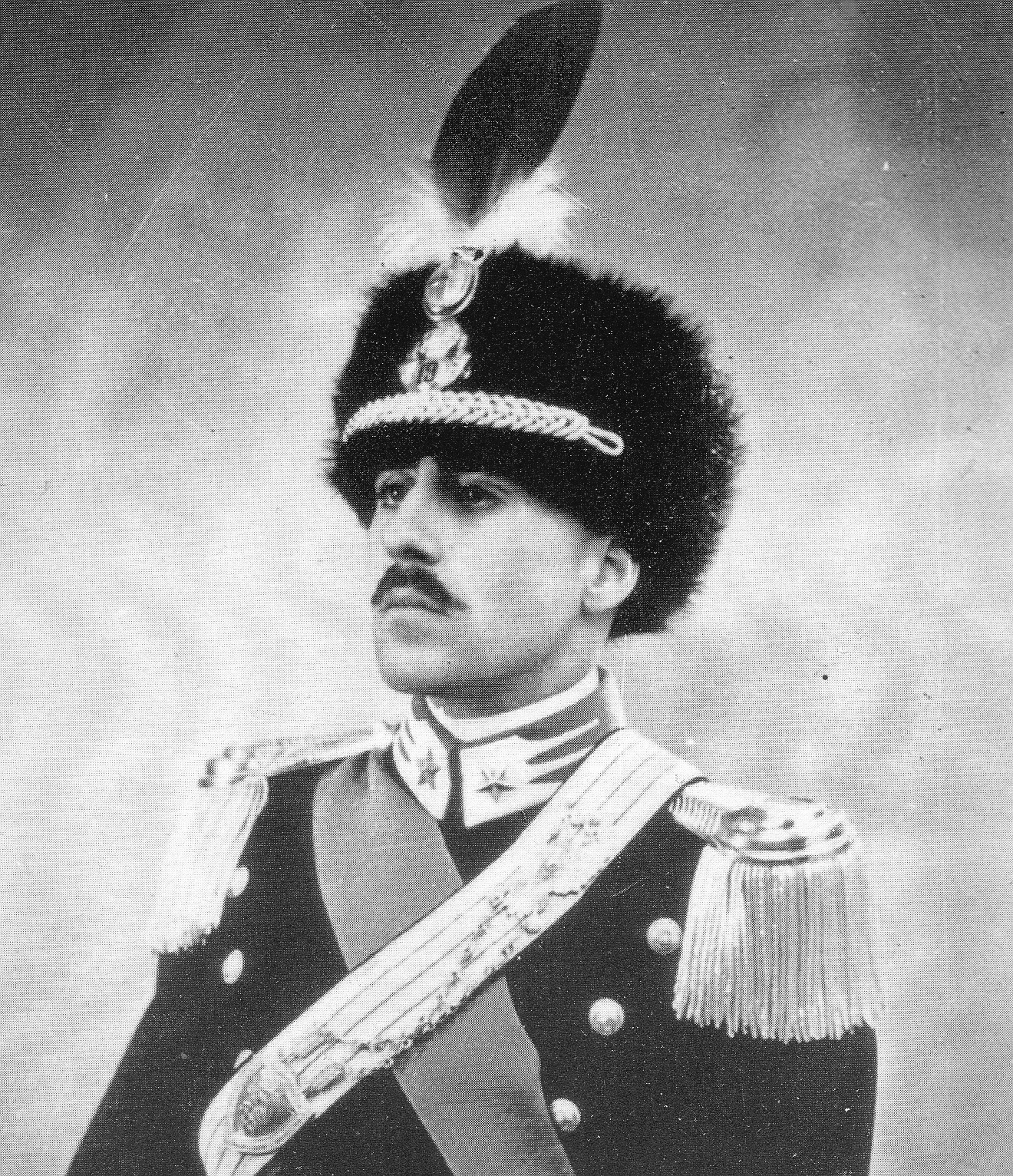
Amedeo Guillet

Tra l'altro gli inglesi vi conservavano anche ingenti quantità di proiettili Fiocchi (preda di guerra), che intendevano usare con i loro nuovissimi mitragliatori Sten, per i quali erano ancora a corto di munizioni.
Per questa singola azione gli inglesi furono costretti a rimandarne l'impiego di diversi mesi. Il suo vero nome era Rosa Danielli e l'attentato fu da lei compiuto il 15 settembre 1941. Catturata dagli inglesi, fu tenuta prigioniera a Dire Daua in un appartamento delle case INCIS.
Qui la incontrò nel maggio 1942 Olga Corsini Olsoufieff, che la definì pazza incendiaria. Fu fatta rientrare in Italia nel gennaio 1943 a bordo del Vulcania nel secondo viaggio delle navi bianche. Subito dopo il suo rientro fu nominata dal partito fiduciaria del fascio di Cagliari.
- il Muntaz Ali Gabrè, Zaptié eritreo (Carabinieri Eritrei). Nel 1941, all’atto della resa agli Inglesi, costui continuò i combattimenti e la sua resistenza durò fino al 1946. Ciò significa che, per cinque anni, Ali Gabrè, detto Ali Muntaz, e altri 8 soldati, nel forte di Agordat, valorosamente si opposero agli Inglesi in nome del re d’Italia; continuò per conto suo, con un centinaio di altri “irriducibili”, a combattere nelle boscaglie abissine finché lo squilibrio di forze non li costrinse ad ammainare la bandiera tricolore[1]

Ad oggi non sono disponibili stime precise sulla consistenza numerica di queste organizzazioni di resistenti. Probabilmente erano alcune migliaia (settemila secondo lo storico Rosselli), armati con quanto erano riusciti a trafugare delle loro dotazioni di ordinanza o rubando ai nemici.
Nel 2000 Guillet è stato invitato in Eritrea personalmente dal presidente Isaias Afewerki, ex conduttore del Fronte di Liberazione del Popolo Eritreo. In Eritrea è stato accolto non come ex colonizzatore e invasore, ma come tra i primi combattenti per la libertà e l'indipendenza della nazione.

## Principali ufficiali della guerriglia
- Tenente Amedeo Guillet in Eritrea
- Capitano Francesco de Martini in Eritrea
- Capitano Paolo Aloisi in Etiopia
- Capitano Leopoldo Rizzo in Etiopia
- Colonnello Di Marco in Ogaden
- Colonnello Ruglio in Dankalia
- Generale delle Camincie Nere Muratori in Etiopia/Eritrea
- Ufficiale delle Camicie Nere De Varda in Etiopia
- Ufficiale delle Camicie Nere Luigi Cristiani in Eritrea
- Maggiore Lucchetti in Etiopia
- Maggiore Gobbi in Dessie
- Colonnello Nino Tramonti in Eritrea
- Colonnello Calderari in Somalia